# Gergő Bruckmann
Gergő Bruckmann, né le 14 juillet 1995, est un pentathlonien hongrois.

## Carrière
Il est médaillé d'argent en relais mixte avec Michelle Gulyás aux Championnats du monde de pentathlon moderne 2018.